# Matt Kemp

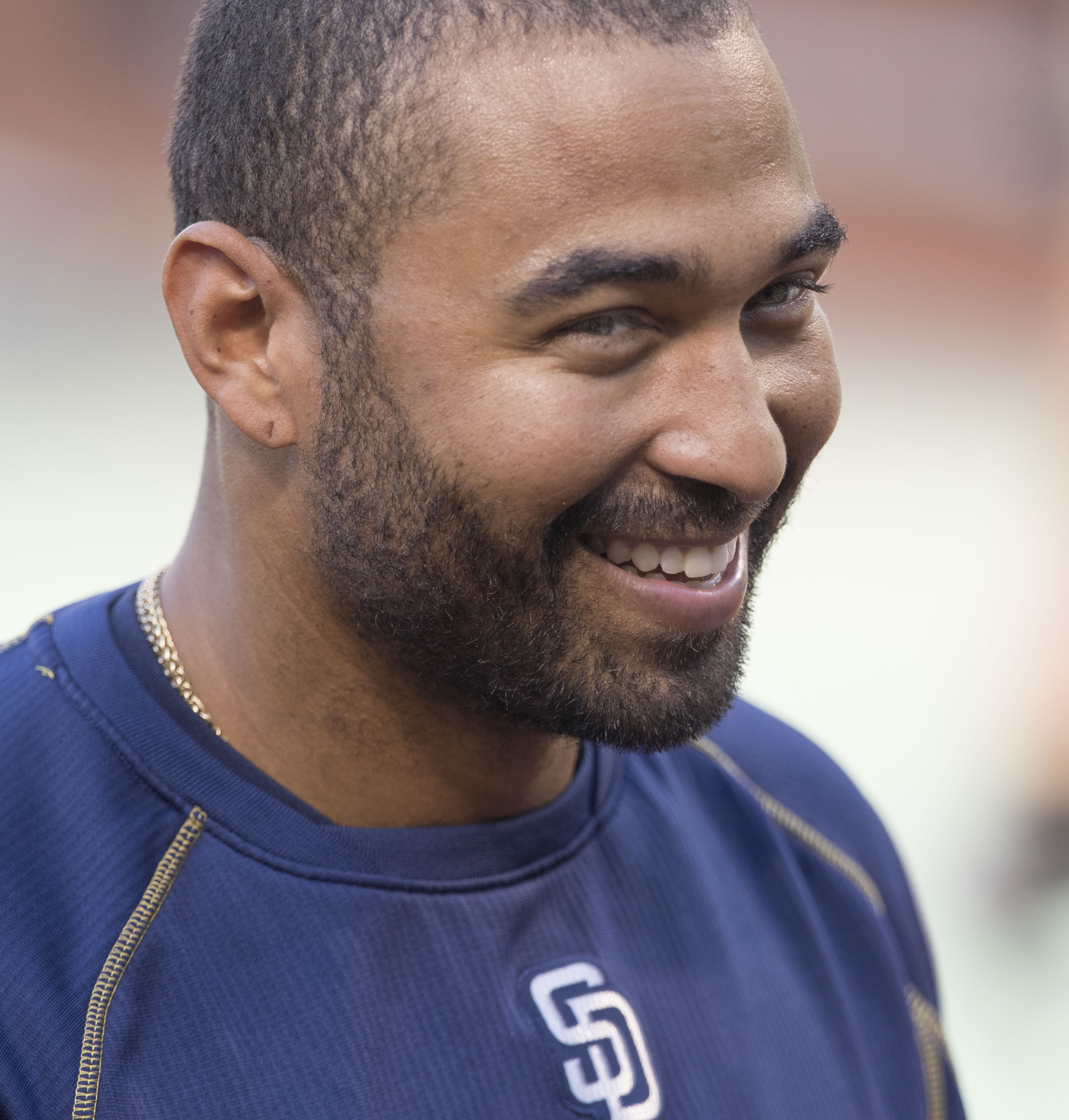
Matt Kemp, 2016.

Matthew Ryan "Matt" Kemp, född 23 september 1984 i Midwest City i Oklahoma, är en amerikansk professionell basebollspelare som spelar som outfielder. Han är free agent sedan Cincinnati Reds släppte honom den 4 maj 2019. Kemp har tidigare spelat för Los Angeles Dodgers, San Diego Padres och Atlanta Braves.
Han draftades av Los Angeles Dodgers i 2003 års MLB-draft.
Kemp har vunnit bland annat två Gold Glove Award och två Silver Slugger Award.
2010 umgicks han med den barbadiska sångerskan Rihanna.